# Трупиалови
Трупиалови (Icteridae) са семейство средноголеми птици от разред Врабчоподобни (Passeriformes).
Разпространени са в различни местообитания, главно в тропическите области на Америка. Размерите им варират от женските Icterus spurius, които достигат 15 сантиметра дължина и 18 грама маса, до мъжките Psarocolius bifasciatus с 52 сантиметра дължина и 550 грама маса.

## Родове
Семейство Icteridae – Трупиалови
- Agelaioides
- Agelaius
- Agelasticus
- Amblycercus
- Amblyramphus
- Anumara
- Cacicus
- Cassiculus
- Chrysomus
- Curaeus
- Dives
- Dolichonyx
- Euphagus
- Gnorimopsar
- Gymnomystax
- Hypopyrrhus
- Icterus
- Lampropsar
- Leistes
- Macroagelaius
- Molothrus
- Nesopsar
- Oreopsar
- Psarocolius
- Pseudoleistes
- Quiscalus
- Sturnella
- Xanthocephalus
- Xanthopsar – Жълтокореми иктерии